# Tzumpreis
Der Tzumpreis (niederländisch Tzumprijs) ist ein niederländischer Preis der Literaturzeitschrift bzw. des digitalen Weblogs Tzum. Er wird seit dem Jahr 2002 jährlich an den niederländischsprachigen Schriftsteller verliehen, der im vergangenen Jahr den besten bzw. schönsten Satz (voor de beste literaire zin = für den besten literarischen Satz) geschrieben hat.
Der Tzumpreis versteht sich als Alternativpreis und "Gegengewicht zum elitären Preiszirkus". Die Nominierungen für den schönsten Satz werden demokratisch über die Webseite der Zeitschrift Tzum durch die Leser vorgeschlagen. Eine Jury aus Vertretern der Tzumredaktion wählt dann den Gewinner aus. Von den Organisatoren wird der Preis als „der kleinste Preis der Niederlande“ bezeichnet, weil sein Preisgeld so gering ausfällt.
Der Tzumpreis besteht aus einem Pokal und einer Geldsumme, bestehend aus der Anzahl der Wörter des Gewinnersatzes in Euro. 

## Preisträger
| Jahr | Preisträger             | Niederländischer Titel, ISBN (NL)                             | Deutscher Titel, ISBN (D)                                 | Siegersatz (niederländisch) |
| 2019 | Tonnus Oosterhoff       | Een kreet is de ramp niet, ISBN 9789403120201                 | (Ein Schrei ist die Katastrophe nicht)                    | Ik lijk op een houtworm die na een verkeerde beweging ruggelings uit het dak van de Oude Kerk in Amsterdam valt: in het vallen ontvouwen de kruisribben zich aan hem tot een lang omgekeerd schip, terwijl hij daarvoor niet wist dat er meer bestond dan het stuk plank waarin hij en zijn voorvaderen zwoegden voor hun dagelijks brood. |
| 2018 | Pieter Waterdrinker     | Tsjaikovskistraat 40, ISBN 978-90-388-0413-2                  | (Tschaikowskystraße 40)                                   | Zou deze stad op een andere breedtegraad liggen, in een ander landschap, met een andere stand van de zon, zonder de ellenlange grijze maanden van regen, mist en grauwheid, niet op deze schrale moerasgrond staan, in de bodem waarvan de botten liggen van de ontelbare stakkers die hun leven bij de bouw ervan hebben gelaten, maar op een rots, te midden van fraaie glooiende heuvels, met de zwartinkten silhouetten van olijfbomen en cipressen, dan zou Sint-Petersburg met zijn grande armée van mintgroene, zachtroze, bosbesrode en geel gesausde pleisterwerkgevels Florence met gemak naar de kroon steken. |
| 2017 | Jeroen Olyslaegers      | Wil, ISBN 9789023498438                                       | (Wille)                                                   | Mijn ouders zijn nooit pilaarbijters geweest, vooral mijn vader had enkel minachting voor al die lijkbidders in een kerk die devoot met hun handen boven de lakens sliepen en die de soutanedrager achter het altaar beschouwden als hun genadeloze gids in de zoölogie van de lusten. |
| 2016 | Yves Petry              | Liefde bij wijze van spreken, ISBN 9789023486077              | (Liebe)                                                   | Ze ging naar bed met jongens op de manier waarop ze vroeger boeken las: omdat ze het gevoel had dat het van haar werd verwacht, niet omdat ze er zelf veel bijzonders van verwachtte. |
| 2015 | Dimitri Verhulst        | Kaddisj voor een kut, ISBN 9789025443788                      | (Kaddisch für eine Fotze)                                 | Jouw kapsel, voor zover dat nog een kapsel mocht worden genoemd, had veel weg van zo'n in die dagen in zwang rakende ecologische tuin, waarin elke menselijke ingreep als een misdaad tegen de natuur werd beschouwd. |
| 2014 | Ilja Leonard Pfeijffer  | La Superba, ISBN 9789029587273                                | Das schönste Mädchen von Genua, ISBN 9783351036263        | Het was het witte uur na het middagmaal, de blanke pagina waarop hooguit iets met potlood wordt gekriebeld in geheimschrift, iets om onmiddellijk weer uit te gummen zodra de rolluiken omhoog worden getrokken en het leven opnieuw zwart op wit een aanvang neemt met bonnetjes, bestellingen en bezwaarschriften. |
| 2013 | Anton Valens            | Het boek Ont, ISBN 9789045704739                              | (Das Buch Ont)                                            | Het was dinsdagavond kwart voor acht en een van de laatste dagen van oktober in het roemruchte stervensjaar van de gulden, dat schitterende, harde betaalmiddel met zijn waaier van kleurige biljetten als de staart van een paradijsvogel, dat met goedvinden van de kroon door de directeur van De Nederlandsche Bank verkwanseld werd voor een grauwe eenheidsmunt waar er al zoveel van zijn en die de ‘euro’ wordt genoemd. |
| 2012 | L.H. Wiener             | Shanghai Massage, ISBN 9789025437428                          | (Shanghai Massage)                                        | Ik zou mijn moeder nog wel eens in die dikke Velsense vissersneus van haar willen knijpen, een neus die van geen ophouden wist, in tegenstelling tot mijn moeders nieren, die het begaven onder de druk van alle medicijnen – nu ja, niet echt knijpen, want een beetje zoon die knijpt zijn moeder niet, die eert het wijf dat moeder heet, maar die dikke kokkerd van een gok van haar, dus, tussen mijn wijs- en middelvinger en duim pakken, zoals ik vroeger vaak deed, om te plagen, als een soortement van liefkneuzing, dat zou ik graag nog eens een keertje doen.                                               |
| 2011 | Peter Buwalda           | Bonita Avenue, ISBN 9789023457299                             | (Bonita Avenue)                                           | Hij was verpieterd op de kamer die hij huurde bij zijn oudtante in Overvecht, een buitenwijk met asbestflats, ‘dreven’ in plaats van ’straten’, en een eigen station met twee sporen om op te gaan liggen. |
| 2010 | Tom Lanoye              | Sprakeloos, ISBN 9789044611076                                | (Sprachlos)                                               | Vijftien jaar had de badkamer met de caravanafmetingen probleemloos dienstgedaan, de sporadisch gekneusde knie niet te na gesproken van wie zich, zijn toilet makend of zich scherend voor het lavabootje, te bruusk omdraaide en aan den lijve moest ervaren hoe gering de speling was gebleven tussen rand en wand. |
| 2009 | Erwin Mortier           | Godenslaap, ISBN 9789023427780                                | (Götterschlaf)                                            | Ik volg de cadans van mijn handschrift en zoek naar de in letters gestolde, kwezelachtige wellust van het meisje dat ik ooit geweest moet zijn, het wicht dat op de drempel van haar adolescentie haar schriftuur even strak aantrok als de dunne lederen veters waarmee ze haar laarsjes dichtreeg – hoe ze het vlees van het woord in de baleinen van de zinsbouw dwong, tot haar eigen lijf vol striemen stond en ze naar uitbraak verlangde. |
| 2008 | A.F.Th. van der Heijden | MIM of De doorstoken globe, ISBN 9789023426486                | (MIM oder Der durchstochene Globus)                       | Misschien had het mes gebloosd omdat een hand het dwong in het geniep te doden, in het donker achter jaspanden, die zelfs de bloedblos nog aan het oog onttrokken. |
| 2007 | Jeroen Brouwers         | In het midden van de reis door mijn leven, ISBN 9789045015965 | (In der Mitte der Reise durch mein Leben)                 | Al stond in het centrum van het huis een kachel als uit de machinekamer van een stoomschip en stortte ik deze vol kolen en hout uit het bos, ze verspreidde geen warmte, – zoals er ook van mij, volgestort met het witte water van de firma Bols, niet echt meer iets constructiefs uitging. |
| 2006 | Tommy Wieringa          | Joe Speedboot, ISBN 9789023414339                             | Joe Speedboot: Keine Zeit für Helden, ISBN 978-3446207707 | De knalpijpen glansden als bazuinen, de wereld leek te verschroeien in allesverzengend lawaai wanneer de jongens het gaspedaal intrapten met de koppeling in, alleen om te laten weten dat ze bestonden, zodat níemand daaraan zou twijfelen, want wat niet weerkaatst, bestaat niet. |
| 2005 | Ilja Leonard Pfeijffer  | Het grote baggerboek, ISBN 9789029536738                      | (Das große Baggerbuch)                                    | Trekt ie daaropvervolgends z’n broek naar omlaag, gaat met die harige aars van hem boven de chili hangen en zet ie me daar toch z’n dikke darm open dat Noach kon fluiten naar berg Ararat. |
| 2004 | Stijn Aerden            | Met de hele familie en Koen, ISBN 9789029073431               | (Mit der ganzen Familie und Koen)                         | Oom Bram was een hartstochtelijk fietser en maakte eens per jaar een busreis met de senioren van het waterleidingbedrijf, dus je kon onmogelijk beweren dat zijn blikveld beperkt was. |
| 2003 | Doeschka Meijsing       | 100% chemie, ISBN 9789041300454                               | (100% Chemie)                                             | Wij mochten op vrije zaterdagmiddagen bij louche verkopers minachtend tegen de banden schoppen, terwijl mijn vader onder de motorkap keek of de problemen die zich zouden kunnen voordoen met touw waren op te lossen. |
| 2002 | Paul Mennes             | Poes poes poes, ISBN 9789038849300                            | (Miez, miez, miez)                                        | Soms had ze er toch een beetje spijt van dat ze geen feng-shui, tai chi, macrobiotiek of biseksualiteit gekozen had voor haar spirituele groei. |